# Avenida da Liberdade (Braga)

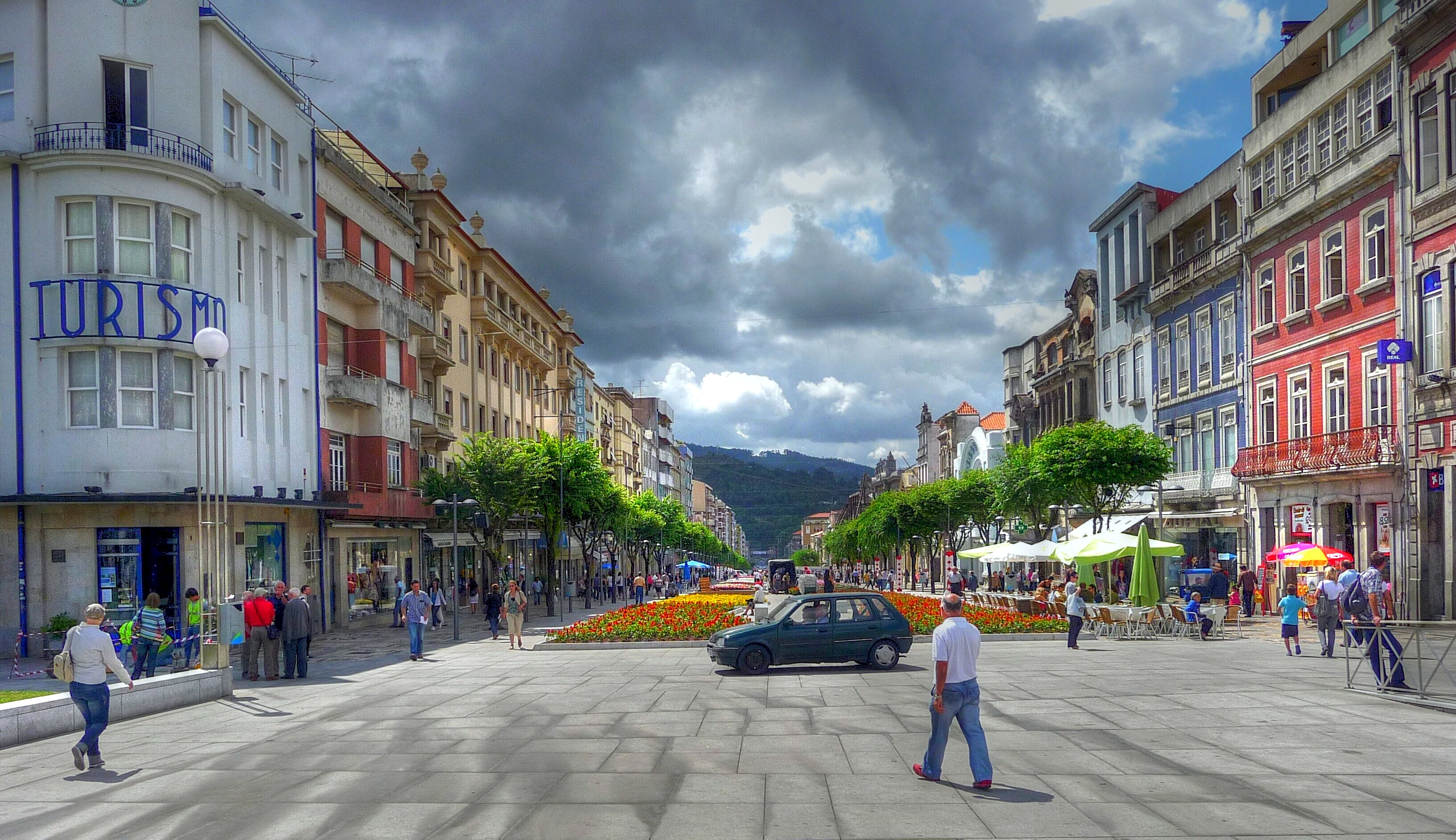

A Avenida da Liberdade é uma das principais avenidas da cidade de Braga, em Portugal.
É uma das mais longas avenidas do centro da cidade, ligando o largo 1.º de Dezembro à Praça da República, atravessando as freguesias de São José de São Lázaro e São João do Souto.
No século XVI era chamada de Rua das Águas, mais tarde, Rua da Ponte, Terreiro de São Lázaro (século XVIII), Alameda de São João (1857) e Largo de São Lázaro.
Em 1903, por proposta do vereador Martins Cerqueira passa a chamar-se Rua João Franco, em 1910, com a instauração da república, passou a ser designada por Avenida da Liberdade, por proposta do vereador Alberto Feio.
Em 1935, por proposta do presidente da Câmara Albino José Rodrigues, passa a chamar-se Avenida Marechal Gomes da Costa. Finalmente 41 dias após o 25 de Abril de 1974, volta a receber o nome da Liberdade, proposta do vereador Benjamim Leite Cardoso.

## Túnel
O túnel da Avenida da Liberdade foi inaugurado em 1997 e prolongado em 2009, numa extensão de 300 metros. Com uma extensão de 1,15 quilómetros, assegura um dos principais acessos a Braga, desde a Circular Norte (Avenida António Macedo) e o centro da Cidade (Avenida da Liberdade), e possui dois outros acessos localizados na Rua Conde de Agrolongo e na Avenida Central.

## Requalificação
O início das obras de requalificação foi em 10 de maio de 2023, com o objetivo de melhorar a acessibilidade e a segurança rodoviária. Com um investimento de cerca de 8 milhões de euros, a proposta consiste na intervenção desde o seu cruzamento com a Rua do Raio até a Rotunda de S. João da Ponte, totalizando uma extensão de cerca de 850 metros.
O projeto prevê o reperfilamento da via com a inserção de vias cicláveis segregadas, unidirecionais, dos dois lados da faixa de rodagem, novas travessias pedonais, eliminação de barreiras à circulação inclusiva, incremento da arborização e aumento da área permeável. 
Os cruzamentos e as passadeiras serão, genericamente, sobrelevados ao nível dos passeios, associados a soluções semafóricas inteligentes e inovadoras, que aumentam significativamente o conforto e a segurança para peões e ciclistas e, em simultâneo, a diminuição das velocidades praticadas pelos automóveis. São ainda implementadas novas travessias pedonais. As paragens de transporte público são redesenhadas, de modo a que a plataforma de embarque fique elevada 30cm acima da faixa de rodagem, facilitando o acesso aos autocarros.
A empreitada está a ser concretizada pela empresa local DST- Domingos Silva Teixeira, SA.